# 民安演習
民安演習，正式稱呼全民防衛動員暨災害防救演習，為中華民國演習代號，模擬天然災害發生時應變及復原措施計畫。

## 簡介
2015年1月頒布，於每年22個縣、市擇其11個縣、市演習模擬當地受地震、風、水災及氣爆等複合式災害時救助、災害污染監控。模擬通訊設施節點受到災害造成損壞，由電信作業人員進行搶修及架設訊設施。模擬受災民眾收容安置。
2024年演習併入城鎮韌性演習。

## 歷年演習

### 2015年，民安1號
2015年3月17日至4月28日實施。
| 演習日期      | 演習實施縣市 |
| ------------- | ------------ |
| 2015年3月17日 | 台南市       |
| 2015年3月19日 | 新竹市       |
| 2015年3月23日 | 臺東縣       |
| 2015年3月26日 | 嘉義市       |
| 2015年3月31日 | 臺中市       |
| 2015年4月9日  | 桃園市       |
| 2015年4月13日 | 花蓮縣       |
| 2015年4月15日 | 新北市       |
| 2015年4月16日 | 基隆市       |
| 2015年4月21日 | 高雄市       |
| 2015年4月28日 | 台北市       |

### 2024年，民安10號
2024年4月11日至7月25日實施。
| 演習日期      | 演習實施縣市 |
| ------------- | ------------ |
| 2024年4月11日 | 桃園市       |
| 2024年4月18日 | 南投縣       |
| 2024年4月25日 | 彰化縣       |
| 2024年5月2日  | 屏東縣       |
| 2024年5月9日  | 嘉義縣       |
| 2024年5月16日 | 苗栗縣       |
| 2024年6月6日  | 新竹縣       |
| 2024年6月13日 | 宜蘭縣       |
| 2024年6月20日 | 雲林縣       |
| 2024年7月23日 | 新北市       |
| 2024年7月25日 | 高雄市       |

## 關聯條目
- 萬安演習